# MyBatis
MyBatis是一个Java持久化框架，它通过XML描述符或注解把对象与存储过程或SQL语句关联起来，映射成資料庫內對應的紀錄。:226
MyBatis是在Apache许可证 2.0下分发的自由软件，是iBATIS 3.0的分支版本，其维护团队也包含iBATIS的初创成员。

## 功能概况
与其他对象关系映射框架不同，MyBatis没有将Java对象与数据库表关联起来，而是将Java方法与SQL语句关联。MyBatis允许用户充分利用数据库的各种功能，例如存储过程、视图、各种复杂的查询以及某数据库的专有特性。如果要对遗留数据库、不规范的数据库进行操作，或者要完全控制SQL的执行，MyBatis是一个不错的选择。
与JDBC相比，MyBatis简化了相关代码：SQL语句在一行代码中就能执行。MyBatis提供了一个映射引擎，声明式的把SQL语句执行结果与对象树映射起来。通过使用一种内建的类XML表达式语言，或者使用Apache Velocity集成的插件，SQL语句可以被动态的生成。
MyBatis与Spring Framework和Google Guice集成，这使开发者免于依赖性问题。
MyBatis支持声明式数据缓存（declarative data caching）。当一条SQL语句被标记为“可缓存”后，首次执行它时从数据库取得的所有数据会被存储在一段高速缓存中，今后执行这条语句时就会从高速缓存中读取结果，而不是再次命中数据库。MyBatis提供了基于 Java HashMap 的默认缓存实现，以及用于与OSCache、Ehcache、Hazelcast和Memcached连接的默认连接器。MyBatis还提供API供其他缓存实现使用。

## 用法
SQL语句存储在XML文件或Java 注解中。一个MyBatis映射的示例（其中用到了Java接口和MyBatis注解）：
```
package
 
org.mybatis.example
;

public
 
interface
 
BlogMapper
 
{

    
@Select
(
"select * from Blog where id = #{id}"
)

    
Blog
 
selectBlog
(
int
 
id
);

}

```

执行的示例：
```
BlogMapper
 
mapper
 
=
 
session
.
getMapper
(
BlogMapper
.
class
);

Blog
 
blog
 
=
 
mapper
.
selectBlog
(
101
);

```

SQL语句和映射也可以外化到一个XML文件中：
```
<?xml version="1.0" encoding="UTF-8" ?>

<!DOCTYPE mapper PUBLIC "-//mybatis.org//DTD Mapper 3.0//EN" "http://mybatis.org/dtd/mybatis-3-mapper.dtd">

<mapper
 
namespace=
"org.mybatis.example.BlogMapper"
>

    
<select
 
id=
"selectBlog"
 
parameterType=
"int"
 
resultType=
"Blog"
>

        
select
 
*
 
from
 
Blog
 
where
 
id
 
=
 
#{id}

    
</select>

</mapper>

```

也可以使用MyBatis API执行语句：
```
Blog
 
blog
 
=
 
session
.
selectOne
(
"org.mybatis.example.BlogMapper.selectBlog"
,
 
101
);

```

详细信息可以参考MyBatis网站所提供的用户手册。参见外部链接。

## 与Spring集成
MyBatis与Spring Framework集成。Spring Framework允许MyBatis参与Spring事务，建立了MyBatis映射器和会话，并把他们注入到其他bean中。
如下所示是一个基本的XML配置示例：建立了映射器，并注入到“BlogService”bean中。
```
<bean
 
id=
"sqlSessionFactory"
 
class=
"org.mybatis.spring.SqlSessionFactoryBean"
>

    
<property
 
name=
"dataSource"
 
ref=
"dataSource"
 
/>

</bean>

<bean
 
id=
"blogMapper"
 
class=
"org.mybatis.spring.mapper.MapperFactoryBean"
>

    
<property
 
name=
"sqlSessionFactory"
 
ref=
"sqlSessionFactory"
 
/>

    
<property
 
name=
"mapperInterface"
 
value=
"org.mybatis.example.BlogMapper"
 
/>

</bean>

<bean
 
id=
"blogService"
 
class=
"org.mybatis.example.BlogServiceImpl"
>

    
<property
 
name=
"blogMapper"
 
ref=
"blogMapper"
 
/>

</bean>

```

现在调用MyBatis只需要调用一个bean:
```
public
 
class
 
BlogServiceImpl
 
implements
 
BlogService
 
{

    
private
 
BlogMapper
 
blogMapper
;

    
public
 
void
 
setBlogMapper
(
BlogMapper
 
blogMapper
)
 
{

        
this
.
blogMapper
 
=
 
blogMapper
;

    
}

    
public
 
void
 
doSomethingWithABlog
(
int
 
blogId
)
 
{

        
Blog
 
blog
 
=
 
blogMapper
.
selectBlog
(
blogId
);

        
...

    
}

}

```

## Velocity语言
Velocity语言驱动程序允许用户使用Apache Velocity来快速生成动态SQL查询。
```
<select
 
id=
"findPerson"
 
lang=
"velocity"
>

  
#set(
 
$pattern
 
=
 
$_parameter.name
 
+
 
'%'
 
)

  
SELECT
 
*

  
FROM
 
person

  
WHERE
 
name
 
LIKE
 
@{pattern,
 
jdbcType=VARCHAR}

</select>

```

## MyBatis生成器
MyBatis提供了代码生成器。MyBatis生成器（MyBatis Generator）能对数据库表内省，生成执行的增删改查（CRUD）时所需的MyBatis代码。有相关的Eclipse插件可供使用。

## MyBatis Migrations
MyBatis Migrations是一个Java控制台应用程序，它通过管理数据定义语言（DDL）文件来跟踪数据库模式的变更。
Migrations可以查询当前数据库的状态，应用或恢复对数据库模式的变更。它也有助于发现和解决由多个开发人员并行修改数据库模式的情况。

## 历史
MyBatis项目继承自iBATIS 3.0，其维护团队也包含iBATIS的初创成员。
2010年5月19日项目创建。当时Apache iBATIS 3.0发布，其开发团队宣布会在新的名字、新的站点中继续开发。
2013年11月10日，项目迁移到了GitHub。

## 注脚
1. ↑  可译作“MyBatis数据库迁移管理工具”。
2. ↑  即模式迁移（英语：Schema migration）